# Jah Shaka
Jah Shaka, noto anche con lo pseudonimo di Zulu Warrior (Clarendon Parish, 1950 – 12 aprile 2023), è stato un musicista giamaicano che gestì un sound system di genere roots reggae con sede nel sud-est di Londra dall'inizio degli anni '70. Il suo nome è una fusione del termine rastafariano per Dio e quello del re Zulu Shaka Zulu.

## Carriera
Jah Shaka è nato a Clarendon Parish, in Giamaica, una zona che ha dato alla luce numerose star del roots reggae, tra cui Toots Hibbert, Everton Blender, Barrington Levy e Freddie McGregor.
Jah Shaka ha iniziato a lavorare con il Freddie Cloudburst Sound System come operatore, prima di creare il proprio sound system. Alla fine degli anni '70 il gruppo di Shaka aveva rapidamente guadagnato un ampio e fedele seguito grazie alla combinazione di contenuto spirituale, ritmi ad alta energia, sonorità massiccia e il suo stile personale dinamico, che fu d'ispirazione, in particolare, a molti dei pionieri del post-punk come Public Image Ltd e The Slits.
Nel 1980 Shaka interpretò se stesso nel film Babylon (diretto da Franco Rosso) ed ha fondato la propria etichetta Jah Shaka King Of The Zulu Tribe: l'uscita di "Jah Children Cry" di African Princess ha ottenuto buoni successi nel mercato del reggae.
Shaka è rimasto sempre fedele al suo stile musicale spirituale per cui si era distinto durante gli anni '80, quando molti altri Sound Systems avevano iniziato a seguire la tendenza giamaicana verso l'esecuzione di stili meno ortodossi e tendenti alla musica dancehall. Nel corso degli anni l'etichetta ha realizzato oltre 50 pubblicazioni di musicisti nel Regno Unito come Junior Brown, Sgt Pepper, Vivian Jones, Sis Nya e Twinkle Brothers, oltre a molteplici pubblicazioni dello stesso Shaka e di artisti giamaicani quali Horace Andy, Icho Candy e Max Romeo. Con il declino dell'interesse del pubblico per il rastafarianesimo, gli eventi organizzati da Jah Shaka sono diventati sempre più sporadici, fino a ridurre l'iniziale folla in un gruppo di fan più ristretto ma fedele.
Nel 1989 Shaka ha visitato la Giamaica e ha lavorato con molti musicisti locali, tra cui King Tubby. A ragione del suo convinto rastafarianesimo, del suono secco e pesante che propone, contrariamente alla maggior parte dei dub britannici registrato con strumenti dal vivo, Jah Shaka è considerato il capostipite del dub britannico.
Il 23 settembre 2000 ha riportato numerose ferite durante un incendio in casa.
Nel 2002 Jah Shaka è apparso davanti a una grande folla nel Central Park di New York City.
Le riprese dal vivo di Shaka sono presenti nel documentario All Tomorrow's Parties basato sul festival musicale e uscito nel 2009.
Il Jah Shaka Sound System ha continuato ad apparire regolarmente a Londra, con tour occasionali negli Stati Uniti, in Europa e in Giappone fino a pochi giorni prima della morte dell'artista, avvenuta il 12 aprile 2023.

## Etichetta
Con la propria etichetta discografica ha pubblicato musica di artisti giamaicani come Max Romeo, Johnny Clarke, Bim Sherman e Prince Alla, nonché gruppi britannici come The Disciples, Aswad e Dread & Fred. Ha pubblicato anche numerosi album dub, spesso sotto lo stendardo di "Commandments of Dub".
Gli artisti più recenti includono sia cantanti affermati come Tony Tuff, sia artisti emergenti come Rockaway e Principle, che hanno cantato su riddim prodotti da suo figlio Malachi, noto come Young Warrior.

## Stile e influenze
L'intransigente "Warrior Style" di Shaka ha ispirato una serie di nuovi artisti reggae britannici e Sound Systems come Eastern Sher, The Disciples, Iration Steppas, Jah Warrior, Channel One Sound System, Conscious Sounds, The Rootsman, Aba Shanti-I  e Zion Train. Inoltre, artisti non appartenenti al genere reggae come Basement Jaxx hanno citato Jah Shaka e la sua musica.
Gli eventi di Jah Shaka sono famosi per attrarre un vasto pubblico di ogni provenienza, etnia ed età. Le sue musiche attirano una quantità di pubblico prima ritenuta impensabili per questo genere musicale. Shaka crede che ciò sia una testimonianza della qualità del messaggio che espone nella sua scelta musicale e nelle sue convinzioni rastafariane. I suoi seguaci sono noti per essere particolarmente intensi e ripropongono spesso passi di danza che ricordano le danze di guerra africane, anche se i forti ritmi e bassi del sound system di Shaka sono rivolti ad una rivoluzione pacifica contro l'oppressione, la disinformazione e l'ignoranza.
La musica di Jah Shaka ha avuto una profonda influenza su generi nel Regno Unito come Junglist, uno stile minore nato dalla cultura del soundsystem del Regno Unito. Inoltre, il genere Drum and bass è profondamente influenzato dalle frequenze del sound system di Jah Shaka e un certo numero di DJ che fanno parte di quel genere, come Congo Natty, nominano spesso il suono di Shaka. Anche Don Letts ha spesso fatto riferimento all'influenza di Jah Shaka su John Lydon e sulla scena punk nel suo insieme.
Il figlio di Jah Shaka, Young Warrior, ha ora avviato il proprio sound system, ottenendo consensi positivi.

## Jah Shaka Foundation
Shaka ha anche fondato la Jah Shaka Foundation per svolgere assistenza con progetti in Ghana, dove la fondazione ha acquistato 7 acri (28 000 m²) di terreno ad Agri, a 48 km da Accra.
La fondazione è riuscita a distribuire forniture mediche, sedie a rotelle, libri, strumenti di falegnameria, materiali da disegno e documenti a cliniche, scuole ed emittenti radiofoniche dell'area di Accra, stabilendo importanti legami con le comunità locali.
Shaka stesso era in realtà un animatore giovanile anni fa, ed è stato regolarmente citato incoraggiando i giovani a studiare geografia e storia in modo che sappiano "cosa è successo, dove sta succedendo e chi lo sta facendo".